# Lũ lụt Bắc Ấn Độ 2013
Lũ lụt tại miền bắc Ấn Độ diễn ra vào tháng 6 năm 2013, khiến 600 người thiệt mạng. Lượng mưa đổ xuống bang Uttarakhand và Himachal Pradesh kể từ khi mùa mưa bắt đầu cao gấp ba lần so với mức trung bình hằng năm. Tại Uttarakhand đã có ít nhất 21 cây cầu đã bị sập. Chính quyền đã thiết lập 40 trại di tản để cung cấp thực phẩm, nước ngọt và thuốc men cho người dân địa phương cũng như du khách. Trong khi đó, ở bang Himachal Pradesh, hơn 500 ngôi nhà đã bị cuốn trôi, ít nhất 10 người thiệt mạng do lở đất.